# Casey Simpson
Casey West Simpson (Los Ángeles, California, 6 de abril de 2004) conocido simplemente como Casey Simpson, es un actor estadounidense. Es conocido por interpretar a Richard Jared Harper (Ricky Harper) en la sitcom de Nickelodeon, Nicky, Ricky, Dicky & Dawn.

## Biografía
Simpson nació el 6 de abril de 2004 en Los Ángeles.
Su carrera como actor comenzó en 2007 a la corta edad de 3 años e hizo su primera aparición en Frank TV en un sketch de comedia llamado Santa. Su primer salto de película se produjo en el año 2011 cuando fue seleccionado para Five en el papel de Buddy.
En 2013 prestó su voz a uno de los personajes de la película animada Despicable Me 2. El año siguiente, Simpson obtuvo su papel de vanguardia en la serie de televisión de Nickelodeon Nicky, Ricky, Dicky & Dawn. Su papel como "Ricky Harper" en esta serie trajo inmenso amor y aprecio por parte del público infantil y juvenil, y Simpson saltó a la fama; incluso fue nominado para el Premio Kids' Choice bajo la categoría "Actor de TV favorito".
En 2015, fue elegido para las películas Memoria y Bukowski. Además apareció en un episodio del programa de televisión The Thundermans. Además de las pantallas pequeñas y grandes, el adolescente también se aventuró en el mundo de las redes sociales al crear una cuenta en Musical.ly. Él comenzó a hacer videos y los subió a su cuenta "caseysimpson". A la gente le gustaba su contenido y, como resultado, Simpson ganó considerable nombre y fama como una sensación de Internet. ¡Hoy ha logrado ganar más de 5 millones de fanáticos en Musical.ly!
A finales de ese mismo año participó en Ho Holiday Special al lado de otras estrellas de Nickelodeon.
En 2016 y 2017 participó en varios programas y especiales de Nickelodeon, ya que Casey es considerado actualmente una de las más queridas estrellas de Nick. En 2017 protagonizó la película de Nickelodeon Escape from Mr. Lemoncello's Library interpretando a Kyle Keeley.

## Filmografía

### Televisión
| Año       | Título                                     | Personaje              | Notas                    |
| --------- | ------------------------------------------ | ---------------------- | ------------------------ |
| 2010      | How I Met Your Mother                      | Barney                 | Temporada 6              |
| 2013      | Los Goldberg                               | Dougie                 | Temporada 1/ Episodio 12 |
| 2014-2018 | Nicky, Ricky, Dicky & Dawn                 | Richard "Ricky" Harper | Protagonista             |
| 2015      | The Thundermans                            | Harris Evilman         | Personaje extra          |
| 2015      | Ho Holiday Special                         | El mismo               | Especial de televisión   |
| 2016      | Orange carper: Choque de mundo             | El mismo               | Especial de televisión   |
| 2016      | Orange carper: Slime Cup 2016              | El mismo               | Especial de televisión   |
| 2017      | Nickelodeon's Not So Valentine's Special   | El mismo               | Especial de televisión   |
| 2017      | Nickelodeon's Sizzling Summer Camp Special | El mismo               | Especial de televisión   |
| 2017      | Escape from Mr. Lemoncello's Library       | Kyle Keeley            | Película de televisión   |

### Cine
| Año  | Título          | Personaje         | Notas                |
| ---- | --------------- | ----------------- | -------------------- |
| 2011 | Five            | Buddy             | Personaje secundario |
| 2013 | Despicable Me 2 | Voces adicionales | Actor de voz         |
| 2014 | Bukowski        | TBA               | Personaje secundario |
| 2015 | Memoria         | Chico             | Personaje secundario |

## Premios y nominaciones
| Año  | Premiación                      | Categoría                                         | Trabajo                                                                                  | Resultado |
| ---- | ------------------------------- | ------------------------------------------------- | ---------------------------------------------------------------------------------------- | --------- |
| 2016 | Young Artist Award              | Excelente elenco joven en una serie de televisión | Nicky, Ricky, Dicky & Dawn (compartido con Aidan Gallagher, Lizzy Greene y Mace Coronel) | Nominado  |
| 2016 | Nickelodeon Kids' Choice Awards | Actor de TV favorito                              | Nicky, Ricky, Dicky & Dawn                                                               | Nominado  |
| 2017 | Nickelodeon Kids' Choice Awards | Actor de TV favorito                              | Nicky, Ricky, Dicky & Dawn                                                               | Nominado  |